# The Art of Love Tour
The Art of Love Tour - jest to trasa koncertowa Chrisette Michele, Raheem DeVaughn & Solange Knowles.

## Daty koncertów
- 31 maja - St Louis, MO - The Pagaent
- 1 czerwca - Kansas City - Beaumont Club
- 5 czerwca - Cleveland, OH - House of Blues
- 6 czerwca - Detroit, MI - Chene Park
- 7 czerwca - Columbus, OH - The Cove Lounge
- 8 czerwca - Memphis, TN - Canon Center
- 10 czerwca - New York City, NY - Hammerstein Ballroom
- 11 czerwca - Westbury, NY - North Fork Theatre
- 14 czerwca - Philadelphia, PA - Fillmore
- 20 czerwca - Atlanta, GA - Tabernacle
- 21 czerwca - Orlando, FL - House of Blues
- 22 czerwca - Miami, FL - Fillmore